# Fénykard

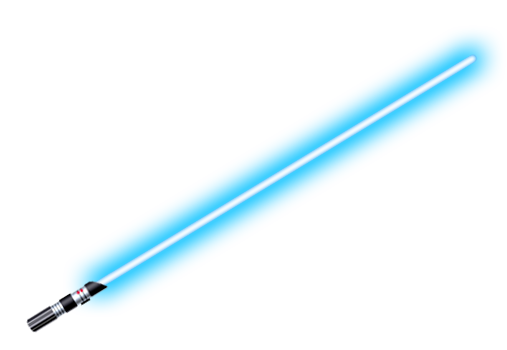
Fénykard a Star Wars című űrodüsszeia filmből

A fénykard a Csillagok háborúja univerzumának egyik kitalált eszköze, a Jedi lovagok és Sith-ek legfőbb fegyvere, elegánsabb és erősebb, mint a sugárpisztoly. A sárga fénykardot a templomőrök használták. Rey pedig arany színű fénykardot készített

## Felépítése
Markolat: Ez az a része a fénykardnak, amit a Jedi harc közben megfog. A markolatból gombnyomással ugrasztható ki a penge, illetve oda zárható vissza. A markolat hossza 24–30 cm.
Erőörvénygyűrű: A markolat fölött helyezkedik el.
Kristály: A kristály gyakorlatilag bármilyen kristály lehet. Ez határozza meg a penge színét. Obi-Wan könyve szerint a legjobb fénykardok természetes kristályt használnak, lehetőleg három darabot, amik különböző sűrűségűek és felületük is különbözik.
Pengehossz-szabályzó: Meghatározza a penge hosszát. A szabályzó egy csavar, és minél többet tekerünk rajta, annál hosszabb lesz a penge. A penge nagyjából 1 m-1,3 m hosszú.
Pengeerő-szabályzó: A penge erejét határozza meg. Hasonló csavar, mint a pengehossz szabályzó. A korai fénykardokon még nem létezett.

## Színek
A Jedik többsége kék illetve zöld színű fénykardokat használ, Mace Windu ametiszt színű fénykardját Samuel L. Jackson kérte a szerephez, hogy megkülönböztesse a karakterét a többi jeditől. Jackson kedvenc színe a lila, és többször is kérte, hogy karaktere ilyen színű fénykardot forgathasson. Ahsoka Tano zöld fénykardja mellett később citromzöld pengéjű fénykardot is forgat, majd később két fehér színűre cseréli. Pár jedi pedig sárga fénykarddal harcol, például: Yocasta Nu, Teel Krex.
A Birodalmi Lovagok ezüst színű kardot használnak.
A Sithek piros színű fényszabjával 
harcolnak. A piros színt a kristályra való akaratuk ráerőltetésével nyerik, ami "vérezni" kezd. Ezen kristályokat helyre lehet állítani, de a színét már nem nyeri vissza, így az fehér lesz.
Pre Vizsla fordított fényű fekete pengéjű fénykardot használ.

### Színek jelentései
- Cián/Kék: akik a inkább a fénykardjukra támaszkodnak a harc közben, mint az erőre.
- Citromzöld/Zöld: akik a harc közben az erőre és a bölcsességükre támaszkodnak.
- Sárga: őrszem jedik használták akik az információkat is védték, s a Jedi Templom őrei.
- Lila: akik tudták használni a világost és a sötét oldalt.
- Ezüst: nyugodt és higgadt jedik használták.
- Fehér: a semlegességet, a függetlenséget jelképezi.[1] A sötét oldaltól megtisztított fénykardok színe, birodalmi lovagok fénykard színe.
- Piros: Sithek/Sötét Jedik használták. A fájdalmukat és gyűlöletüket belevezetik a kristályba, ami által az "vérezni" kezd, így kap vörös színt.
- Fekete: a Sötét Szablya, képes a mandalóri klánok egyesítésére
- Arany: Jedik akik nagyon erős kapcsolatban voltak a világos oldallal.
- Szürke: A jedi rendből kilépett "szürke jedik".
- Bronz: nagy fizikumú jedi.
- Narancssárga: Azon jedik fegyvere, akik harc közben is képesek tárgyalni.

## Készítése
Ahhoz, hogy egy Jedi készíteni tudjon fénykardot, kristályra van szüksége. Egy Jedi mester néhány nap alatt képes elkészíteni egy fénykardot, másoknak ez hónapokig is eltarthat.
Hagyományosan a Jedi saját maga készíti a fénykardját, de ez alól sok kivétel van. Léteznek előre elkészített fénykardok, illetve egyik Jedi a másiktól örökölheti annak fénykardját.
Csak az Erő felhasználói képesek fénykardot készíteni, ezért fénykard nem készíthető gépi úton. A nem megfelelően összeállított fénykard az első bekapcsolásakor felrobban.

## Jellemzői
A penge ívhullám-energiából áll. A pengének nincs tömege, de az elektromágnesesen előállított ívhullám giroszkopikus hatást fejt ki, ez megnehezíti a kezelését. A fénykard pengéje a legtöbb anyagot képes keresztülvágni (ez alól az egyik kivétel egy másik fénykard pengéje, és egyes egzotikus ötvözetek, mint például a cortosit, illetve a tiszta beszkar). A penge nem ad ki hőt, ellenben minden anyagot amihez hozzáér elpárologtat abban a pillanatban. Egyes fénykardok víz alatt is működőképesek. Kellően képzett kardforgató képes vele visszaverni a kézi lézerfegyverek lövését.

## Fontosabb, érdekesebb fénykardok

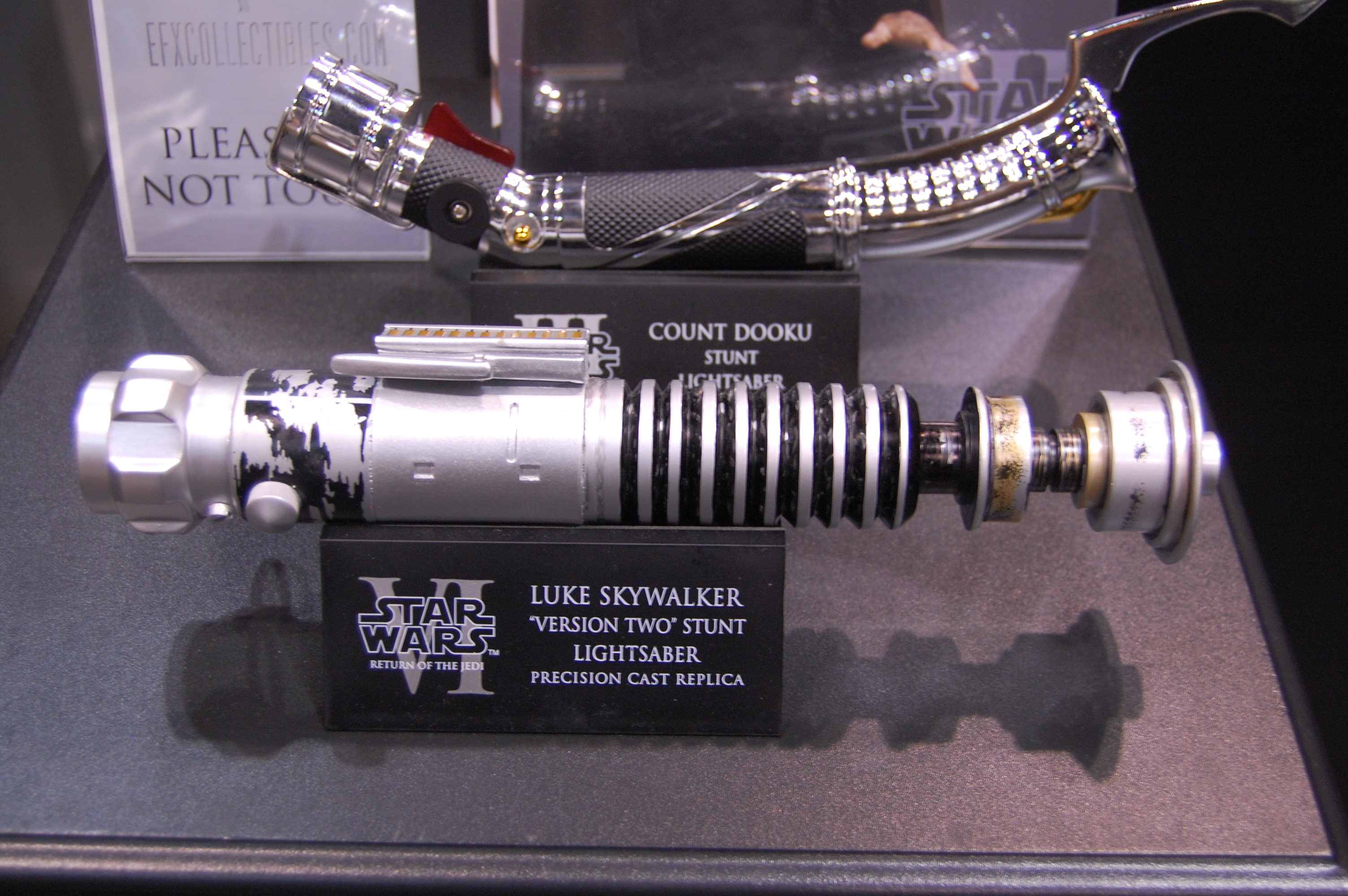
Luke Skywalker és Darth Tyrannus fénykardjai

- Darth Maul duplapengéjű fénykardja, ami lényegében két fénykard ellentétes irányban egymáshoz erősítve. Emellett kardján mindenből kettő van, így ha egyik elromlik, a másikat használhatja helyette. Fivére, Savage Opress szintén ilyen kardot forgat.
- Mace Windu fénykardja ametiszt (lila) színű, az őt alakító Samuel L. Jackson kívánságára, de ugyanilyen színű fénykardot forgatott Mara Jade és Darth Revan is.
- Yoda mester fénykardjának markolata és pengehossza is rövidebb, mint egy átlagos jedi fénykardja, vélhetően a mester apró termetéhez igazodva.
- Darth Vader fénykardja lényegében egy tökéletlen változata az Anakin Skywalker-kori fénykardjának. Kinézete hasonló, pengéje vörös. Markolata kisebb, mint az eredetié.
- Darth Sidious, az Uralkodó fénykardja: Ezt a fénykardot csak a Star Wars 3. részében, a Sithek Bosszújában láthatjuk. Itt arany színű, de több, George Lucas által is aláírt forrásból kiderül, hogy a kard fekete. Tehát van két kardunk, melyek formájukat tekintve megegyeznek, csak az egyik arany, a másik fekete színű.
- Darth Tyrannus fénykardja: Fényes, ezüst színű, markolatának vége hajlított, akárcsak Darth Bane kardjáé, melyet Kas'im Nagyúrtól kapott.[2]
- Pre Vizsla, majd később Darth Maul által használt „sötétkard”, amely egy ősi, fekete pengéjű fénykard.[3]
- Kylo Ren fénykardja a keresztes lovagok kardjához hasonlít, melynek markolatából két rövidebb, keresztvasszerű lézerpenge áll ki a főpenge mellett. Pengéje rendkívül instabil, így folyton szikrát vet és vibrál.
- Ahsoka Tano zöld fénykardja mellett citromzöld, majd később két fehér lézerpengéjűt használ.
- Asajj Ventress két piros fénykardot hord, melynek a két végét egymáshoz tudja illeszteni, ami két végű dupla pengésnek hat. Ilyenkor a fénykardja hasonlít Darth Mauléhoz.
- Lowbacca az egyetlen ismert jedi, aki bronz fénykarddal harcol.
- A Birodalmi Inkvizítorok Darth Maulhoz hasonlóan dupla pengéjű vörös fénykardot használnak, amelyek markolata kör alakú és forgatható, így rövid ideig képesek kardjukkal a levegőbe emelkedni (akár egy helikopter rotorjai).
- Rey a Skywalker kora végén sárga fénykardot készít magának. Ilyen fénykardjaik eddig csak a jedi őrszemeknek voltak.
- A sith Reynek közép markolatú, két egymással párhuzamos piros pengéjű fénykardja van, melyet szét lehet nyitni, egymásnak ellentétes oldalúvá. Ilyenkor ez a fénykard nagyon hasonlít Darth Maul fénykardjához.
- Habár Grievous tábornok fénykardjai magukban nem különlegesek (megölt jediktől vette el őket), azonban a tény, hogy egyszerre négy fénykardot forgat (két kéket és két zöldet) egyedülállóvá teszi.

## Érdekességek
- Eredetileg csak két színű fénykard létezett: A jediknek cián, a sitheknek vörös. (Feltehetőleg azért, mert ez a két szín egymásnak az ellenszínpárja.)
- A jedik kardja az eredeti trilógiában cián színű volt, a digitálisan felújított változatban és az előzmény trilógiában már kék volt, majd a folytatásos trilógiában ismét cián színben volt látható.
- A Jedi visszatér Tatooine-i jelenetében azonban Luke cián (később kék) színű fénykardja nem látszódott rendesen, így az zöld lett.
- Bár a Jedi visszatérben Luke fénykardja zöld, a mozi poszteren még cián színű fénykardot fog.
- Az előzmény trilógiában egy új szín jelenik meg, a lila. Ez Mace Windu fénykardja, mely Samuel L. Jackson kívánságára történt, akinek ez a kedvenc színe, és hogy meg tudja magát a csatajelenetekben különböztetni a többi Jeditől.
- Pre Vizsla fekete fénykardja inkább szamurájkardhoz hasonlít, és a pengéje másképp fénylik, mint a többi fénykaré: Kívül fehér, belül fekete.
- Kylo Ren fénykardja eredetileg dupla végű lett volna, vörös és cián színnel. Ez jelképezte volna a benne lévő vívódást.
- Anakin fénykardja az Új remény és az Utolsó jedik néhány jelenetében fehérnek látszik.
- Bár korábbi mozifilmekben voltak sárga fénykardos jedik, de vagy más színű volt a kardjuk, vagy nem rántottak fénykardot. A mozifilmek történetében Reynek volt először sárga fénykardja a Skywalker kora végén.
- A mozifilmekben többször is lézerkardnak mondják a fénykardot, igaz eredetileg fényszablyát jelentene a lightsaber szó.
- Luke zöld fénykardja homályba veszett.
- Mivel a Star Warsban kezdetben csak cián és vörös fénykard létezett, ezért a Spaceballsban a sárga és zöld színeket kapta Lone Starr és Lord Helmet. Később ez a két szín bekerült a Star Wars mozifilmekbe is.